# Rubus ancistracanthus
Rubus ancistracanthus är en rosväxtart som beskrevs av Jules Cardot. Rubus ancistracanthus ingår i släktet rubusar, och familjen rosväxter. Inga underarter finns listade i Catalogue of Life.